# Vladimir Khotinenko
Vladimir Ivanovitch Khotinenko (Владимир Иванович Хотиненко) né le 20 janvier 1952 à Slavgorod dans le kraï de l'Altaï, alors en Union soviétique, est un metteur en scène et acteur soviétique puis russe.

## Biographie
En 1976, il sort diplômé de l'Institut d'Architecture de Sverdlovsk, aujourd’hui Ekaterinbourg. Après son service militaire, il est, de 1978 à 1982, assistant-réalisateur au Studio-Film de Sverdlovsk, puis assistant-metteur en scène pour le film de Nikita Mikhalkov,  Quelques jours de la vie d'Oblomov. Il collabore à des films de Mikhalkov à Moscou, comme Cinq soirées (Пять вечеров) 1979, ou La Parentèle (Родня) 1981.
Il enseigne actuellement la mise en scène à l'Institut fédéral d'État du cinéma à Moscou.
Il excelle dans des films historiques ou à grandes scènes, décrivant la destinée particulière de la Russie.. Il remporte l'Aigle d'or en 2004 pour 72 mètres. En 2011, il réalise Dostoïevski, une saga télévisée sortie dans le cadre de la célébration du 190ème anniversaire de la naissance de l'écrivain.

## Filmographie

### Comme acteur
- 1981 : La Parentèle (Родня)
- 1982 : Le Poste cosaque (Казачья застава)
- 1988 : Avec qui se marie donc la chanteuse ? (За кем замужем, певица?)
- 1994 : Un avion qui vole en Russie (Самолёт летит в Россию)

### Comme réalisateur
- 1984 : Seul et désarmé (Один и без оружия)
- 1987 : Miroir pour héros (Зеркало для героя)
- 1990 : L'Essaim (Рой)
- 1992 : Comédie patriotique (Патриотическая комедия)
- 1993 : Makarov (Макаров)
- 1995 : Le Musulman (Мусульманин)
- 1999 : Boulevard Strastnoï (Страстной бульвар) (producteur)
- 2002 : Du côté des loups (По ту сторону волков)
- 2003 : Les Cloches du soir (Вечерний звон)
- 2004 : 72 mètres (72 метра)
- 2004 : La Chute de l'Empire (Гибель империи) (auteur du scénario)
- 2007 : 1612
- 2009 : Le Pope (Поп)
- 2013 : Dostoïevski (Достоевский) (série TV)
- 2014 : Les Démons (Бесы) (série TV)